# Laudara
Laudara, Laudar o Labdara (in croato Lavdara) è una piccola isola vicino all'isola Lunga in Dalmazia, Croazia; appartiene all'arcipelago zaratino. Amministrativamente appartiene al comune di Sale, nella regione zaratina. Il suo nome viene dal latino lapidaria e significa "cave di pietra". Alcune cave sono ancora in attività.

## Geografia
Lunga circa 3,8 km per un massimo di 0,1 km di larghezza, ha un'elevazione di 87,6 m s.l.m.. La sua superficie è di 2,27 km² e lo sviluppo costiero è di 9,53 km. Laudara è un'isola satellite dell'Isola Lunga ed è affiancata ad est della sua parte meridionale.
L'isola è prevalentemente rocciosa, ha un'insenatura a sud, valle Skrovada (uvala Škrovada), e tre piccole insenature sul lato occidentale: valle Muline, porto Franco grande (uvala Veli bok) e porto Franco (uvala Potkuća). L'approdo dell'isola è fra valle Muline e porto Franco grande. Vi sono poche case ma l'isola non è abitata stabilmente e dista 15 minuti di navigazione dal villaggio di Sale (Sali) sull'isola Lunga.

### Isole adiacenti
- Laudara Piccola[4][8] o Piccolo[3], scoglio Laudar[5] o piccola Labdara[6][7] (Lavdara Mala), di forma ovale, lungo circa 400 m e alto 28,8 m[2] con una superficie di 0,054 km²[9], le coste lunghe 916 m[9], dotato di un segnale luminoso[10], si trova 330 m[2] a sud della punta meridionale di Laudara (Južni rt) 43°55′03″N 15°13′47″E.
- Martegnacco (Mrtonjak), a nord-ovest, a circa 1,4 km.

### Cartografia
- (HR) Mappa topografica della Croazia 1:25000, su preglednik.arkod.hr. URL consultato l'8 aprile 2017.
- G. Giani, Carta prospettiva delle Comuni censuarie della Dalmazia, foglio 2, 1839. Fondo Miscellanea cartografica catastale, Archivio di Stato di Trieste.
- Carta di cabottaggio del mare Adriatico, foglio VII, Milano, Istituto geografico militare, 1822-1824. URL consultato l'8 aprile 2017 (archiviato dall'url originale il 13 aprile 2013).